# 塞爾馬鎮區 (明尼蘇達州卡頓伍德縣)
塞爾馬鎮區（英語：Selma Township）是位於美國明尼蘇達州卡頓伍德縣的一個行政鎮區。

## 地方資料
塞爾馬鎮區的面積為93.40平方千米，當中陸地面積為93.40平方千米，而水域面積為0.00平方千米。根據2020年美國人口普查的數據，當地共有人口170人，而人口密度為每平方千米1.82人。